# Civilización del río Zayandeh

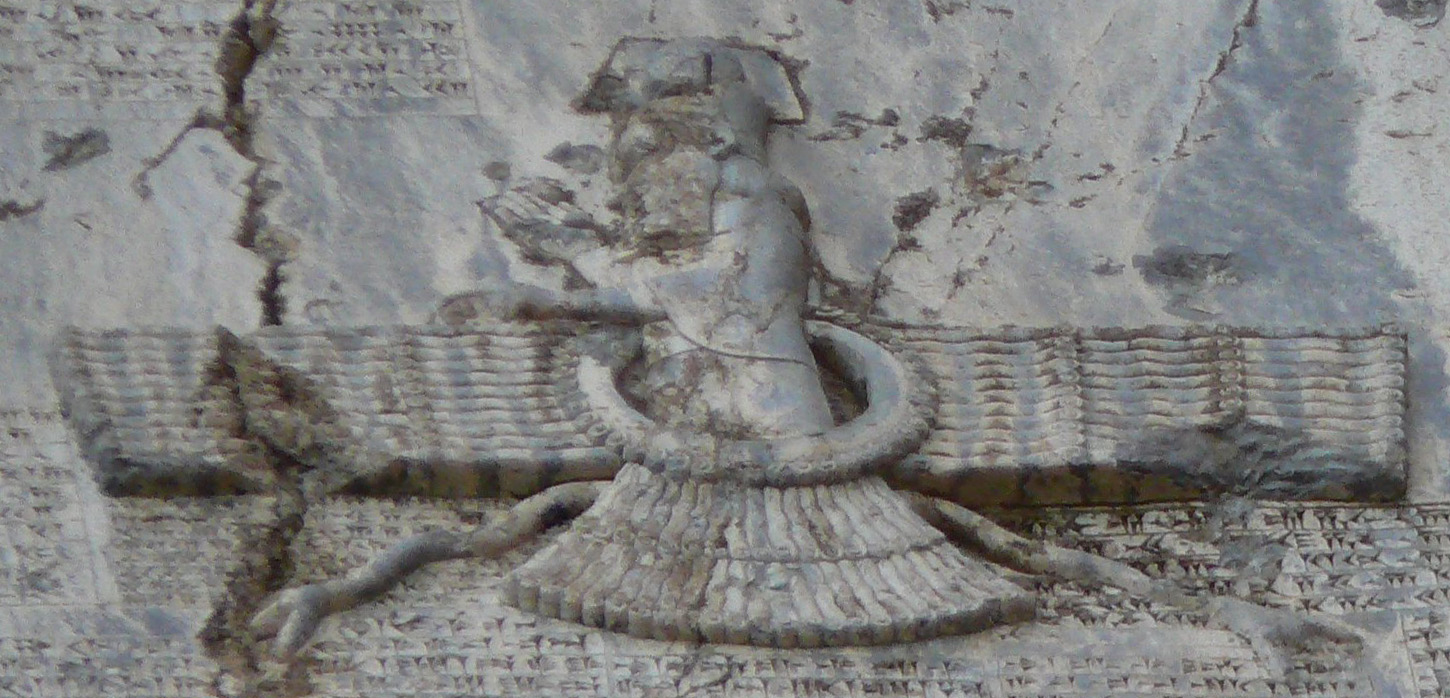
Faravahar en la inscripción de Behistun

Civilización del río Zayandeh (تمدن زاینده رود) es una hipotética cultura prehistórica que se supone que floreció alrededor del río Zayandeh en Irán en el VI milenio a. C.
Los arqueólogos creeen que la civilización a orillas del Zayandeh Rud puede ser una de las más antiguas de Asia que se formó en la misma época en que aparecieron las civilizaciones antiguas a lo largo de los ríos.
Los arqueólogos encontraron la cueva de Hasanabad en la cuenca del Zayandeh, que llevó al descubrimiento de restos humanos y animales en esta cueva de 50.000 años de antigüedad.
"Después de los estudios arqueológicos, vamos a excavar dos colinas históricas, una de las cuales está a lo largo de la mitad de camino de Zayaneh Rud, y la otra en la marisma de Gav khooni," dijo Mohsen Javeri, jefe de los estudios arqueológicos del Patrimonio Cultural de Ispahán.
Según Javeri, ambas colinas seleccionadas del lugar pertenecen al período prehistórico, pero su fecha exacta no se conoce aún. Durante las excavaciones de 2004 dentro del perímetro de la ciudad de Ispahán, se probó que, la ciudad se remonta a antes del VI milenio a. C.
Durante las excavaciones del año 2006, los arqueólogos iraníes descubrieron algunos objetos que relacionaron con los de Sialk y Marvdasht.